# Нивы (многофункциональный центр)
Нивы  (Автовокзал Нивы, словац. Nivy (multifunkčné centrum)) — многофункциональное здание, состоящее из автовокзала и торгового центра в Братиславе, в районе Ружинов.
Здание стоит по соседству с бывшим автовокзалом «Млынские Нивы», который был снесен в конце 2017 года. Дата завершения строительства изначально была назначена на 2020 год, но из-за пандемии COVID-19 сроки сдачи сдвинулись, торжественное открытие состоялось 30 сентября 2021 года. В 3 часа ночи в день открытия вокзала отсюда отправился первый автобус.

## Описание здания
В здании пять надземных и два подземных этажа. На первом подземном этаже на площади около 30 000 м² расположена сама автобусная станция, а на втором  - автостоянка. В здании расположены автобусные платформы и кассы, коммерческие помещения, рынок и сфера услуг на трех надземных этажах, а также зеленая крыша здания. На окраине комплекса находится офисная башня высотой 125 метров под названием Nivy Tower. Рядом с комплексом на реконструированной улице Млинске нивы находится первая в Словакии подземная кольцевая развязка, которая была запущена вместе с открытием здания автовокзала.
Комплекс Nové Nivy, включая торговый центр, получил антипремию BRUTUS 2021 за спорный архитектурный проект: «Какой смелый подвиг в 2021 году открыть дом размером с городской квартал без единого окна и операций на первом этаже... Мечта о городском бульваре Млынские Нивы осталась лишь влажной мечтой о городском классе, полном жизни».

## Комментарии
1. ↑  Bratislava’s modern New Nivy herlads new era of transportation
2. ↑  Nivy Center Bratislava: Ein Busbahnhof setzt neue Maßstäbe (нем.) // Der Standard / Hrsg.: O. Bronner — 2021.
3. 1 2  Autobusová stanica Nivy. Ružinov. Дата обращения: 7 апреля 2024. Архивировано 6 октября 2023 года.
4. ↑  Obnova Mlynských nív a výstavba autobusovej stanice idú podľa plánu. www.bakurier.sk. Дата обращения: 7 апреля 2024. Архивировано 10 апреля 2023 года.
5. ↑  Nivy sú takmer vo finále. Fasády nového centra boli ukončené inštaláciou loga. strategie.hnonline.sk. Дата обращения: 7 апреля 2024. Архивировано 1 марта 2022 года.
6. ↑  Moderná bratislavská autobusová stanica Nivy je už v plnej prevádzke (foto). Aktuality.sk. Дата обращения: 7 апреля 2024. Архивировано 9 апреля 2023 года.
7. ↑  Výstavba Stanice Nivy a okolia napreduje. Pozrite si aktuálne fotografie. reality.etrend.sk. Дата обращения: 7 апреля 2024. Архивировано 15 августа 2019 года.
8. ↑  Foto: S otvorením centra Nivy sa spustí aj prvý podzemný kruhový objazd (29 сентября 2021). Дата обращения: 7 апреля 2024. Архивировано 9 апреля 2023 года.